# Richard Leveridge
Richard Leveridge (ur. ok. 1670 w Londynie, zm. 22 marca 1758 w Londynie) – brytyjski kompozytor i śpiewak, bas.

## Życiorys
Związany był z kręgiem Henry’ego Purcella, na scenie zadebiutował w 1695 roku w jego operze The Indian Queen. W latach 1699–1702 przebywał w Dublinie. Od 1705 do 1707 roku był członkiem zespołu Theatre Royal przy Drury Lane, gdzie występował w pierwszych angielskich operach w stylu włoskim. W latach 1712–1713 był członkiem trupy G.F. Händla, wystąpił w jego operach Il pastor fido, Teseo i Rinaldo. Od 1714 do 1751 roku współpracował na stałe z Johnem Richem, występując w teatrach Lincoln’s Inn Fields i Covent Garden. Od około 1716 roku prowadził także w Londynie własną kawiarnię.
Należał do najpopularniejszych w swoim czasie śpiewaków operowych, dysponował głosem basowym o głębokiej barwie. Specjalizował się w rolach komicznych. Opublikował pięć zbiorów pieśni swojego autorstwa (1697–1730). Wspólnie z Danielem Purcellem i Jeremiahem Clarkiem napisał operę The Island Princess (1698). W 1716 roku wystawił własną 1-aktową operę Pyramus and Thisbe. Napisał też muzykę do Makbeta Williama Szekspira (1702).